# Coppa del Mondo di sci di fondo 2000
La Coppa del Mondo di sci di fondo 2000 fu la diciannovesima edizione della manifestazione organizzata dalla Federazione Internazionale Sci; ebbe inizio a Kiruna, in Svezia, e si concluse a Bormio, in Italia. Per l'unica volta venne stilata una classifica di specialità relativa alle gare di media distanza.
La stagione maschile ebbe inizio il 27 novembre 1999 e si concluse il 19 marzo 2000. Furono disputate 21 gare individuali (6 a tecnica classica, 7 a tecnica libera, 6 sprint, 2 inseguimento) e 6 a squadre (5 staffette, 1 sprint a squadre), in 18 diverse località. Lo spagnolo Johann Mühlegg si aggiudicò sia la coppa di cristallo, il trofeo assegnato al vincitore della classifica generale, sia Coppa di lunga distanza; il finlandese Jari Isometsä vinse la Coppa di media distanza, il norvegese Morten Brørs quella di sprint. Bjørn Dæhlie era il detentore uscente della Coppa generale.
La stagione femminile ebbe inizio il 27 novembre 1999 e si concluse il 18 marzo 2000. Furono disputate 21 gare individuali (5 a tecnica classica, 8 a tecnica libera, 6 sprint, 2 inseguimento) e 6 a squadre (5 staffette, 1 sprint a squadre), in 18 diverse località. La norvegese Bente Skari si aggiudicò sia la coppa di cristallo, sia la Coppa di sprint; la russa Larisa Lazutina vinse la Coppa di lunga distanza, l'estone Kristina Šmigun-Vähi quella di media distanza. La Skari era la detentrice uscente della Coppa generale.
Venne anche disputata anche una gara a squadre mista (staffetta 2x5 km + 2x10 km) e per la prima fu inserita nel calendario di Coppa una classica del granfondo: la Transjurassienne.

## Uomini

### Risultati
| Data             | Località               | Nazione   | Spec.               | Primo                                           | Secondo                             | Terzo                                    |
| ---------------- | ---------------------- | --------- | ------------------- | ----------------------------------------------- | ----------------------------------- | ---------------------------------------- |
| 27 novembre 1999 | Kiruna                 | Svezia    | 10 km TC            | Odd-Bjørn Hjelmeset                             | Thomas Alsgaard                     | Ivan Bátory                              |
| 28 novembre 1999 | Kiruna                 | Svezia    | 4x10 km             | dati non disponibili                            | dati non disponibili                | dati non disponibili                     |
| 8 dicembre 1999  | Asiago                 | Italia    | TS TL               | Germania I Tobias Angerer Peter Schlickenrieder | Norvegia Frode Estil Tore Bjonviken | Italia I Giorgio Di Centa Cristian Zorzi |
| 10 dicembre 1999 | Sappada                | Italia    | 15 km TL            | Johann Mühlegg                                  | Stefan Kunz                         | Christian Hoffmann                       |
| 11 dicembre 1999 | Sappada                | Italia    | 10 km TL            | Thomas Alsgaard                                 | Espen Bjervig                       | Stefan Kunz                              |
| 18 dicembre 1999 | Davos                  | Svizzera  | 30 km TC            | Frode Estil                                     | Espen Bjervig                       | Niklas Jonsson                           |
| 19 dicembre 1999 | Davos                  | Svizzera  | 4x10 km             | Norvegia                                        | Svezia                              | Finlandia                                |
| 27 dicembre 1999 | Engelberg              | Svizzera  | SP TC               | Fabio Maj                                       | Espen Bjervig                       | Odd-Bjørn Hjelmeset                      |
| 28 dicembre 1999 | Garmisch-Partenkirchen | Germania  | SP TL               | Peter Schlickenrieder                           | Håvard Solbakken                    | Martin Koukal                            |
| 29 dicembre 1999 | Kitzbühel              | Austria   | SP TL               | Morten Brørs                                    | Håvard Solbakken                    | Håvard Bjerkeli                          |
| 9 gennaio 2000   | Mosca                  | Russia    | 30 km TL            | Johann Mühlegg                                  | Thomas Alsgaard                     | Stefan Kunz                              |
| 12 gennaio 2000  | Nové Město na Moravě   | Rep. Ceca | 15 km TC            | Thomas Alsgaard                                 | Johann Mühlegg                      | Harri Kirvesniemi                        |
| 13 gennaio 2000  | Nové Město na Moravě   | Rep. Ceca | 4x10 km             | dati non disponibili                            | dati non disponibili                | dati non disponibili                     |
| 2 febbraio 2000  | Trondheim              | Norvegia  | 10 km TL            | Mika Myllylä                                    | Per Elofsson                        | Pietro Piller Cottrer                    |
| 5 febbraio 2000  | Lillehammer            | Norvegia  | 20 km PU            | Jari Isometsä                                   | Johann Mühlegg                      | Michail Botvinov                         |
| 6 febbraio 2000  | Lillehammer            | Norvegia  | MX 2x5 km + 2x10 km | dati non disponibili                            | dati non disponibili                | dati non disponibili                     |
| 16 febbraio 2000 | Ulrichen               | Svizzera  | 10 km TL            | Jari Isometsä                                   | Per Elofsson                        | René Sommerfeldt                         |
| 20 febbraio 2000 | Lamoura/Mouthe         | Francia   | 72 km TL MS         | Johann Mühlegg                                  | Per Elofsson                        | Juan Jesús Gutiérrez                     |
| 26 febbraio 2000 | Falun                  | Svezia    | 15 km TL            | Johann Mühlegg                                  | Jari Isometsä                       | Pietro Piller Cottrer                    |
| 27 febbraio 2000 | Falun                  | Svezia    | 4x10 km             | dati non disponibili                            | dati non disponibili                | dati non disponibili                     |
| 28 febbraio 2000 | Stoccolma              | Svezia    | SP TC               | Odd-Bjørn Hjelmeset                             | Tore Bjonviken                      | Håvard Solbakken                         |
| 3 marzo 2000     | Lahti                  | Finlandia | SP TL               | Cristian Zorzi                                  | Morten Brørs                        | Silvio Fauner                            |
| 4 marzo 2000     | Lahti                  | Finlandia | 30 km TC MS         | Michail Ivanov                                  | Fabio Maj                           | Vladimir Vilisov                         |
| 5 marzo 2000     | Lahti                  | Finlandia | 4x10 km             | dati non disponibili                            | dati non disponibili                | dati non disponibili                     |
| 8 marzo 2000     | Oslo                   | Norvegia  | SP TC               | Odd-Bjørn Hjelmeset                             | Jens Arne Svartedal                 | Trond Iversen                            |
| 11 marzo 2000    | Oslo                   | Norvegia  | 50 km TC            | Harri Kirvesniemi                               | Michail Ivanov                      | Michail Botvinov                         |
| 17 marzo 2000    | Bormio                 | Italia    | 10 km TC            | Erling Jevne                                    | Odd-Bjørn Hjelmeset                 | Frode Estil                              |
| 19 marzo 2000    | Bormio                 | Italia    | 15 km TL PU         | Jari Isometsä                                   | Johann Mühlegg                      | Per Elofsson                             |

Legenda:

TC = tecnica classica

TL = tecnica libera

SP = sprint

TS = sprint a squadre

PU = inseguimento

MS = partenza in linea

MX = staffetta mista

### Classifiche

#### Generale
| Pos. | Nome                | Nazione       | Punti |
| ---- | ------------------- | ------------- | ----- |
| 1    | Johann Mühlegg      | Spagna        | 948   |
| 2    | Jari Isometsä       | Finlandia     | 708   |
| 3    | Odd-Bjørn Hjelmeset | Norvegia      | 586   |
| 4    | Per Elofsson        | Svezia        | 536   |
| 5    | Thomas Alsgaard     | Norvegia      | 461   |
| 6    | Fabio Maj           | Italia        | 401   |
| 7    | Stefan Kunz         | Liechtenstein | 378   |
| 8    | Espen Bjervig       | Norvegia      | 371   |
| 9    | Michail Botvinov    | Austria       | 362   |
| 10   | Cristian Zorzi      | Italia        | 359   |

#### Lunga distanza
| Pos. | Nome              | Nazione   | Punti |
| ---- | ----------------- | --------- | ----- |
| 1    | Johann Mühlegg    | Spagna    | 315   |
| 2    | Michail Ivanov    | Russia    | 198   |
| 3    | Michail Botvinov  | Austria   | 183   |
| 4    | Per Elofsson      | Svezia    | 170   |
| 5    | Harri Kirvesniemi | Finlandia | 160   |

#### Media distanza
| Pos. | Nome                | Nazione   | Punti |
| ---- | ------------------- | --------- | ----- |
| 1    | Jari Isometsä       | Finlandia | 596   |
| 2    | Johann Mühlegg      | Spagna    | 592   |
| 3    | Per Elofsson        | Svezia    | 350   |
| 4    | Thomas Alsgaard     | Norvegia  | 336   |
| 5    | Odd-Bjørn Hjelmeset | Norvegia  | 245   |

#### Sprint
| Pos. | Nome                | Nazione  | Punti |
| ---- | ------------------- | -------- | ----- |
| 1    | Morten Brørs        | Norvegia | 349   |
| 2    | Odd-Bjørn Hjelmeset | Norvegia | 268   |
| 3    | Håvard Solbakken    | Norvegia | 239   |
| 4    | Tor-Arne Hetland    | Norvegia | 193   |
| 5    | Cristian Zorzi      | Italia   | 160   |

## Donne

### Risultati
| Data             | Località               | Nazione   | Spec.               | Prima                             | Seconda                                  | Terza                                     |
| ---------------- | ---------------------- | --------- | ------------------- | --------------------------------- | ---------------------------------------- | ----------------------------------------- |
| 27 novembre 1999 | Kiruna                 | Svezia    | 5 km TC             | Bente Skari                       | Anita Moen                               | Kristina Šmigun-Vähi                      |
| 28 novembre 1999 | Kiruna                 | Svezia    | 4x5 km              | dati non disponibili              | dati non disponibili                     | dati non disponibili                      |
| 8 dicembre 1999  | Asiago                 | Italia    | TS TL               | Norvegia I Anita Moen Bente Skari | Italia I Karin Moroder Stefania Belmondo | Russia II Irina Skladneva Julija Čepalova |
| 10 dicembre 1999 | Sappada                | Italia    | 10 km TL            | Kristina Šmigun-Vähi              | Larisa Lazutina                          | Julija Čepalova                           |
| 12 dicembre 1999 | Sappada                | Italia    | 7,5 km TL           | Larisa Lazutina                   | Nina Gavryljuk                           | Ol'ga Danilova                            |
| 18 dicembre 1999 | Davos                  | Svizzera  | 15 km TC            | Ol'ga Danilova                    | Larisa Lazutina                          | Bente Skari                               |
| 19 dicembre 1999 | Davos                  | Svizzera  | 4x5 km              | Russia I                          | Norvegia I                               | Norvegia II                               |
| 27 dicembre 1999 | Engelberg              | Svizzera  | SP TC               | Nina Gavryljuk                    | Anita Moen                               | Svetlana Nagejkina                        |
| 28 dicembre 1999 | Garmisch-Partenkirchen | Germania  | SP TL               | Kristina Šmigun-Vähi              | Bente Skari                              | Kateřina Neumannová                       |
| 29 dicembre 1999 | Kitzbühel              | Austria   | SP TL               | Bente Skari                       | Maj Helen Sorkmo                         | Anita Moen                                |
| 9 gennaio 2000   | Mosca                  | Russia    | 15 km TL            | Kaisa Varis                       | Kristina Šmigun-Vähi                     | Nina Gavryljuk                            |
| 12 gennaio 2000  | Nové Město na Moravě   | Rep. Ceca | 10 km TC            | Larisa Lazutina                   | Kristina Šmigun-Vähi                     | Bente Skari                               |
| 13 gennaio 2000  | Nové Město na Moravě   | Rep. Ceca | 4x5 km              | dati non disponibili              | dati non disponibili                     | dati non disponibili                      |
| 2 febbraio 2000  | Trondheim              | Norvegia  | 5 km TL             | Stefania Belmondo                 | Nina Gavryljuk                           | Julija Čepalova                           |
| 5 febbraio 2000  | Lillehammer            | Norvegia  | 10 km PU            | Larisa Lazutina                   | Ol'ga Danilova                           | Svetlana Nagejkina                        |
| 6 febbraio 2000  | Lillehammer            | Norvegia  | MX 2x5 km + 2x10 km | dati non disponibili              | dati non disponibili                     | dati non disponibili                      |
| 16 febbraio 2000 | Ulrichen               | Svizzera  | 5 km TL             | Kristina Šmigun-Vähi              | Stefania Belmondo                        | Sabina Valbusa                            |
| 20 febbraio 2000 | Lamoura/Mouthe         | Francia   | 44 km TL MS         | Stefania Belmondo                 | Kristina Šmigun-Vähi                     | Larisa Lazutina                           |
| 26 febbraio 2000 | Falun                  | Svezia    | 10 km TL            | Julija Čepalova                   | Stefania Belmondo                        | Larisa Lazutina                           |
| 27 febbraio 2000 | Falun                  | Svezia    | 4x5 km              | dati non disponibili              | dati non disponibili                     | dati non disponibili                      |
| 28 febbraio 2000 | Stoccolma              | Svezia    | SP TC               | Bente Skari                       | Pirjo Muranen                            | Kati Venäläinen                           |
| 3 marzo 2000     | Lahti                  | Finlandia | SP TL               | Kristina Šmigun-Vähi              | Bente Skari                              | Kaisa Varis                               |
| 4 marzo 2000     | Lahti                  | Finlandia | 4x5 km              | dati non disponibili              | dati non disponibili                     | dati non disponibili                      |
| 5 marzo 2000     | Lahti                  | Finlandia | 15 km TC MS         | Larisa Lazutina                   | Bente Skari                              | Anita Moen                                |
| 8 marzo 2000     | Oslo                   | Norvegia  | SP TC               | Bente Skari                       | Pirjo Muranen                            | Anita Moen                                |
| 11 marzo 2000    | Oslo                   | Norvegia  | 30 km TC            | Ol'ga Danilova                    | Larisa Lazutina                          | Kaisa Varis                               |
| 17 marzo 2000    | Bormio                 | Italia    | 5 km TC             | Bente Skari                       | Ol'ga Danilova                           | Kaisa Varis                               |
| 18 marzo 2000    | Bormio                 | Italia    | 10 km TL PU         | Julija Čepalova                   | Stefania Belmondo                        | Kaisa Varis                               |

Legenda:

TC = tecnica classica

TL = tecnica libera

SP = sprint

TS = sprint a squadre

PU = inseguimento

MS = partenza in linea

MX = staffetta mista

### Classifiche

#### Generale
| Pos. | Nome                 | Nazione   | Punti |
| ---- | -------------------- | --------- | ----- |
| 1    | Bente Skari          | Norvegia  | 1176  |
| 2    | Kristina Šmigun-Vähi | Estonia   | 1165  |
| 3    | Larisa Lazutina      | Russia    | 1008  |
| 4    | Ol'ga Danilova       | Russia    | 880   |
| 5    | Nina Gavryljuk       | Russia    | 857   |
| 6    | Stefania Belmondo    | Italia    | 820   |
| 7    | Julija Čepalova      | Russia    | 712   |
| 8    | Kaisa Varis          | Finlandia | 680   |
| 9    | Anita Moen           | Norvegia  | 665   |
| 10   | ?                    | ?         | ?     |

#### Lunga distanza
| Pos. | Nome                 | Nazione   | Punti |
| ---- | -------------------- | --------- | ----- |
| 1    | Larisa Lazutina      | Russia    | 360   |
| 2    | Kristina Šmigun-Vähi | Estonia   | 266   |
| 3    | Ol'ga Danilova       | Russia    | 256   |
| 4    | Kaisa Varis          | Finlandia | 241   |
| 5    | Bente Skari          | Norvegia  | 216   |

#### Media distanza
| Pos. | Nome                 | Nazione | Punti |
| ---- | -------------------- | ------- | ----- |
| 1    | Kristina Šmigun-Vähi | Estonia | 601   |
| 2    | Stefania Belmondo    | Italia  | 585   |
| 3    | Larisa Lazutina      | Russia  | 553   |
| 4    | Julija Čepalova      | Russia  | 511   |
| 5    | Ol'ga Danilova       | Russia  | 486   |

#### Sprint
| Pos. | Nome                 | Nazione  | Punti |
| ---- | -------------------- | -------- | ----- |
| 1    | Bente Skari          | Norvegia | 505   |
| 2    | Anita Moen           | Norvegia | 300   |
| 3    | Kristina Šmigun-Vähi | Estonia  | 298   |
| 4    | Nina Gavryljuk       | Russia   | 205   |
| 5    | Maj Helen Sorkmo     | Norvegia | 192   |